# PGC 7104
LEDA/PGC 7104, auch UGC 1384, ist eine Balken-Spiralgalaxie vom Hubble-Typ SB im Sternbild Widder auf der Ekliptik. Sie ist schätzungsweise 224 Millionen Lichtjahre von der Milchstraße entfernt und hat einen Durchmesser von etwa 110.000 Lichtjahren. Vom Sonnensystem aus entfernt sich das Objekt mit einer errechneten Radialgeschwindigkeit von näherungsweise 4.900 Kilometern pro Sekunde.
Sie ist Zentralgalaxie der zehn Mitglieder zählenden Lyons Groups of Galaxies LGG 36.

## PGC 7104-Gruppe (LGG 36)
| Galaxie  | Alternativname | Entfernung/Mio. Lj |
| -------- | -------------- | ------------------ |
| PGC 7104 | UGC 1384       | 224                |
| NGC 711  | PGC 6940       | 223                |
| IC 1736  | PGC 6814       | 235                |
| PGC 6569 | UGC 1252       | 223                |
| PGC 6728 | UGC 1289       | 226                |
| PGC 6893 | UGC 1328       | 214                |
| PGC 6889 | UGC 1329       | 225                |
| PGC 6902 | UGC 1335       | 231                |
| PGC 7059 | UGC 1369       | 224                |
| PGC 7082 | UGC 1374       | 232                |

## Galaktisches Umfeld
| Nr. | Galaxie          | Alternativname          | Rek           | Dek           | Distanz/asec |
| --- | ---------------- | ----------------------- | ------------- | ------------- | ------------ |
| →   | LEDA/PGC 7104    | UGC 1384                | 01h54m47.60s  | +18d08m35.0s  | 0            |
| 1   | LEDA/PGC 1553297 | 2MASX J01544155+1812507 | 01h54m41.59s  | +18d12m50.6s  | 272.87       |
| 2   | LEDA/PGC 7084    | NSA 130678              | 01h54m44.141s | +18d02m49.26s | 346.57       |
| 3   | LEDA/PGC 1553762 | 2MASX J01550449+1813530 | 01h55m04.51s  | +18d13m53.3s  | 401.90       |
| 4   | LEDA/PGC 1554395 | 2MASX J01550455+1815150 | 01h55m04.545s | +18d15m14.92s | 468.91       |
| 5   | LEDA/PGC 7059    | UGC 1369                | 01h54m13.51s  | +18d06m06.4s  | 508.54       |
| 6   | LEDA/PGC 1556128 | 2MASX J01542962+1818557 | 01h54m29.64s  | +18d18m55.8s  | 674.31       |
| 7   | LEDA/PGC 1557512 | 2MASX J01545732+1821470 | 01h54m57.33s  | +18d21m47.2s  | 807.39       |
| 8   | LEDA/PGC 1557862 | 2MASX J01544507+1822387 | 01h54m45.021s | +18d22m38.90s | 847.16       |
| 9   | LEDA/PGC 1557561 | 2MASX J01542617+1821557 | 01h54m26.17s  | +18d21m56.0s  | 861.47       |
| 10  | LEDA/PGC 7201    | NSA 130716              | 01h55m43.700s | +17d59m55.30s | 951.73       |
| 11  | LEDA/PGC 7209    | UGC 1399                | 01h55m53.011s | +18d02m40.30s | 995.99       |